# Nausiß
Nausiß ist ein Ortsteil der Stadt Weißensee im Landkreis Sömmerda in Thüringen.

## Lage
Nausiß befindet sich östlich nur etwa einen Kilometer von Herrnschwende auch in der fruchtbaren Unstrutniederung östlich hinter Greußen. Die Schwarzburgsche Helbe fließt in einem nach Süden ausholenden Bogen um den Ortskern.

## Geschichte
Das Dorf wurde 1228 erstmals urkundlich erwähnt. Nausiß gehörte bis 1815  zum kursächsischen Amt Weißensee. Durch die Beschlüsse des Wiener Kongresses kam der Ort zu Preußen und wurde 1816 dem Landkreis Weißensee im Regierungsbezirk Erfurt der Provinz Sachsen zugeteilt, zu dem er bis 1944 gehörte.
Am 1. Juli 1950 wurde das Dorf nach Herrnschwende eingemeindet. Es war immer landwirtschaftlich geprägt. Die Bauern wurden zur Zeit der DDR zwangskollektiviert.

## Sehenswürdigkeiten
- Kopfweide Weißensee
- St. Maria (Nausiß)

## Tourismus
Durch Nausiß führt der Radweg Nr. 3, nach Norden über Frömmstedt nach Bilzingsleben, nach Süden über Weißensee und Schallenburg nach Alperstedt.